# Bleed Together
Bleed Together – utwór amerykańskiego zespołu rockowego Soundgarden. Napisany przez frontmana Chrisa Cornella, Bleed Together został wydany w Stanach Zjednoczonych po rozpadzie Soundgarden na składance największych przebojów grupy, A-Sides i był to ostatni singel Soundgarden, do momentu wydania Black Rain. Utwór został nagrany w 1996 roku podczas sesji nagraniowej do albumu Down on the Upside, jednak zespół postanowił odrzucić wówczas tę piosenkę. Mimo to Bleed Together pojawił się wcześniej jako B-Side na niektórych singlach, m.in. na Burden in My Hand. Utwór został odnotowany na 13 pozycji na Billboard Mainstream Rock Tracks.

## Pozycje na listach przebojów
| Lista (1997)                | Pozycja |
| --------------------------- | ------- |
| US Mainstream Rock Tracks   | 13      |
| Canadian Alternative Top 30 | 28      |
| US Modern Rock Tracks       | 32      |

## Twórcy
- Chris Cornell – wokal
- Kim Thayil – gitara
- Ben Shepherd – bas
- Matt Cameron – perkusja